# بيير بوريل
بيير بوريل (بالفرنسية: Pierre Borel)‏ هو كيميائي وطبيب وفيزيائي وعالم نبات فرنسي، ولد في 1620 في كاستر في فرنسا، وتوفي بنفس المكان في 14 أكتوبر 1671.